# محمد علي كيدي
محمد علي كيدي (بالإنجليزية: Mohammad Ali Kaidi)‏ (مواليد 23 سبتمبر 1999) هو لاعب كرة قدم إماراتي ، يجيد اللعب كلاعب وسط ، لعب سابقاً لنادي الوصل الإماراتي .

## روابط خارجية
- محمد علي كيدي على موقع قاعدة بيانات كرة القدم.إي يو (الإنجليزية)
- محمد علي كيدي على موقع Soccerway.com (الإنجليزية)